# Nadir El Fassi
Nadir El Fassi (* 23. září 1983, Perpignan) je francouzský atlet, vícebojař.
První mezinárodní úspěchy zaznamenal v roce 2002, kdy na halovém ME ve Vídni dokončil sedmiboj na 7. místě a na juniorském mistrovství světa v Kingstonu vybojoval stříbro v desetiboji.
V roce 2011 získal na halovém ME v Paříži stříbrnou medaili v sedmiboji (6 237 bodů).